# ブレンズコーヒー

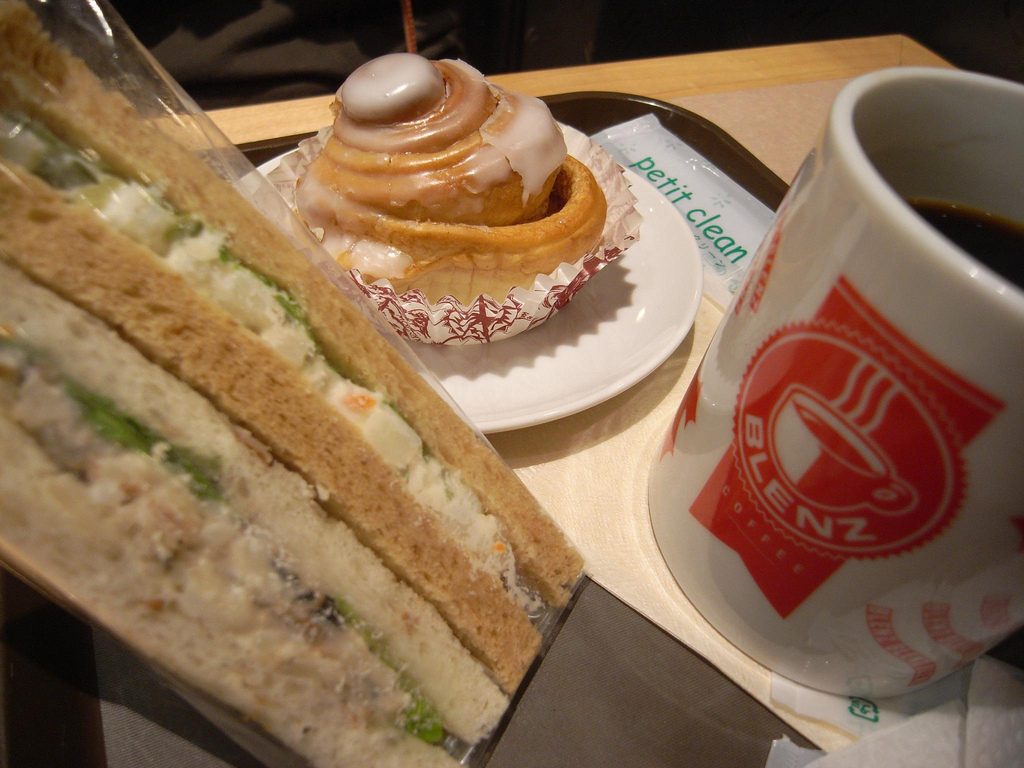
日本で販売されているコーヒーとサンドイッチ類 （ラゾーナ川崎プラザにて）

ブレンズコーヒー（Blenz Coffee）は、カナダのブリティッシュコロンビア州バンクーバーを拠点とする、フランチャイズチェーンのシアトル系コーヒーショップ（喫茶店）。国外でも日本などで展開されている。

## 概要
1992年創業のチェーン店で、元より喫茶店激戦区であったバンクーバーのロブソン通りに構えた店が第1号店であった。現在はブリティッシュコロンビア州に57店舗（2010年2月現在）を構えるほか、日本や中国、ドバイなどにも国際展開している。2006年にはシアトルズベストコーヒーがバンクーバー市内に展開していた店舗を買収し、さらにバンクーバー内での規模を拡大した。
主な商品はコーヒー、茶、ホットチョコレート、アイスベバレッジ（シェイク）などがある。コーヒーに関しては、他の喫茶店チェーン同様にコーヒー豆での販売、および関連の機器も各店舗で売られている。茶に関しては一般的な紅茶のほか、緑茶や烏龍茶、チャイやルイボスティーなども販売されており、またそれぞれ種類も多数用意されている（ただし、店舗により扱う品目が異なる）。
日本では2000年より株式会社ビーアンドエムがフランチャイズ展開し、東京都港区の青山に第1号店を開いた。2015年の時点で首都圏に4店舗を展開している。
なお、ビーアンドエムは2012年3月に株式会社銀座ルノアールの子会社となり、2013年1月に銀座ルノアールの親会社となったキーコーヒーとともにフランチャイズ事業に力を入れる。
日本の店舗ではラテ・アートを前面に押し出しており、また日本茶（煎茶・玄米茶・ほうじ茶）を使ったカフェラテも主力の商品となっている。一方のカナダの店舗でも2004年より「抹茶ラテ」が販売されている。
2020年9月30日に臨時株主総会を開き、ビーアンドエムは解散を決議し、ブレンズ社とのライセンス契約を終了した。

### 日本での店舗展開
- 田町三田口店(2016年5月20日閉店)
- 神田小川町店(2017年頃閉店)
- 青山花茂店（2020年7月31日閉店）・・・ルノアールに転換して開店(2020年10月3日)
- 霞ヶ関南病院店（2020年3月閉店）
- ラゾーナ川崎店（2012年8月26日閉店）
- 保谷店（2012年1月20日閉店）
- 小田原ダイヤ街店（2011年11月24日閉店）